# Prymnesiophyceae
Classe
Classe
Les Coccolithophores ou Prymnesiophyceae, ou Prymnésiophycées, ou même Coccolithophyceae selon AlgaeBase sont une classe d'algues planctoniques, englobant notamment le genre Phaeocystis.
Le public la connaît surtout par la mousse blanc-crème qu'elle forme sur le littoral (écume laissée par la marée) lors des efflorescences algales de plus en plus communes de mars à juin sur le littoral européen de la Manche et de la mer du Nord. Il s'agit généralement de Phaeocystis pouchetii.

## Caractéristiques
Les coccolithophores sont des haptophytes qui mesurent de 2 à 50 microns. Ils ont deux flagelles et un haptonème. Ce qui caractérise les coccolithophores, ce sont les coccolithes, des « écailles » calciques ornementées qu'ils fabriquent et sécrètent. Ces coccolithes forment une armure protectrice extra-cellulaire nommée coccosphère. Pour former cette « carapace » les coccolithophores fabriquent et calcifient les coccolithes dans des vacuoles intra-cellulaire puis sécrètent ces « écailles ». Les coccolithophores modulent l'organisation et l'abondance de leurs écailles en fonction de leur cycle de vie et des conditions environnementales. Certaines espèces telles que Ophiaster hydroideus élaborent d'extraordinaires coccolithes modifiés, des appendices calciques dont les spécialistes supposent qu'ils servent à éviter la prédation des copépodes et des autres organismes du zooplancton. 

## Géologie
Les mues et squelettes des coccolithophores ont sombré au fond des océans depuis des millions d'années, créant d'importantes couches de microfossiles. Ces strates témoignent des changements de température et de salinité de l'eau au fil du temps. À la suite de remaniements géologiques, les squelettes de coccolithophores ont été compactés et soulevés formant par exemple les falaises crayeuses de Douvres et d'Étretat. De nos jours ces microfossiles figurent par milliards dans les pierres des cathédrales et des pyramides. Après leur mort, les coccolithophores qui sédimentent au fond de la mer vont constituer l'essentiel des énormes couches de craie qui caractérisent la période géologique du Crétacé. Lors de la crise biologique Crétacé-Tertiaire, 50 % des espèces de coccolithophoridés disparurent. La craie est composée en majeure partie de coccolithophores fossilisés compactés.
Les coccolithophores sont par ailleurs d'importants régulateurs de la concentration de dioxyde de carbone dans l'océan et l'atmosphère. Ils ont aussi une influence sur le cycle du carbone.

## Taxonomie
Selon AlgaeBase (21 juillet 2017) :
- Ordre des Arkhangelskiales Bown & Hampton
- Coccolithophyceae incertae sedis
- Ordre des Coccosphaerales Haeckel, 1894
- Ordre des Eiffellithales
- Ordre des Podorhabdales
- sous-classe des Prymnesiophycidae Cavalier-Smith, 1986
  - Ordre des Coccolithales Schwarz, 1932
  - Ordre des Isochrysidales Pascher, 1910
  - Ordre des Phaeocystales L.K.Medlin, 2000
  - Ordre des Prymnesiales Papenfuss, 1955
  - Ordre des Syracosphaerales W.W.Hay, 1977
  - Ordre des Zygodiscales J.R.Young & P.R.Bown, 1997
- Ordre des Stephanolithiales
- Ordre des Watznaueriales

Selon EOL (16 août 2015) et World Register of Marine Species (16 août 2015):
- Ordre des Coccolithales Schwarz, 1932
- Ordre des Isochrysidales Pascher, 1910
- Ordre des Phaeocystales L.K.Medlin, 2000
- Ordre des Prymnesiales Papenfuss, 1955
- Ordre des Syracosphaerales W.W.Hay, 1977
- Ordre des Zygodiscales J.R.Young & P.R.Bown, 1997
- Ordre des Coccosphaerales Haeckel, 1894
- Prymnesiophyceae incertae sedis